# مهدی زمانی افشار
مهدی زمانی افشار (زاده ۱۳۵۸، رستم‌آباد) منتخب اول انتخابات دورهٔ دوازدهم مجلس شورای اسلامی از حوزهٔ انتخابیهٔ ورامین، پیشوا و قرچک در استان تهران بود که ۳۰۴۶۲ رأی کسب کرد. چند روز پس از برگزاری انتخابات مجلس ۱۴۰۲ صلاحیت او توسط شورای نگهبان رد و آرای وی باطل شد.
وی پیشتر رئیس هیئت کشتی قرچک و عضو سه دوره شورای اسلامی شهر قرچک بود.